# Schnyder-Hornhautdystrophie
Die Schnyder-Hornhautdystrophie (SCD) ist eine sehr seltene angeborene Form einer Hornhautdystrophie des Stromas mit Trübung der Hornhaut und Ablagerungen von Kristallen mit zunehmendem Visusverlust.
Synonyme sind: Kristalline stromale Dystrophie; SCD; Schnyder’sche kristalline Hornhautdystrophie (SCCD); Schnyder’sche kristalline Dystrophie ohne Kristalle; Schnyder’sche hereditäre kristalline Stromadystrophie; Zentrale stromale kristalline Hornhautdystrophie; lateinisch Degeneratio cristallinea corneal hereditaria
Die Namensbezeichnung bezieht sich auf den Autoren der Erstbeschreibung aus dem Jahre 1929 durch W. F. Schnyder.
Die Erstbeschreibung stammt von J. M. Van Went und F. Wibaut aus dem Jahre 1924.

## Verbreitung
Die Häufigkeit wird mit unter 1 zu 1.000.000 angegeben, die Vererbung erfolgt autosomal-dominant. Ein Großteil der Betroffenen stammt aus Schweden oder Finnland.

## Ursache
Der Erkrankung liegen Mutationen im UBIAD1-Gen auf Chromosom 1 Genort p36.22 zugrunde, welches für UbiA prenyltransferase domain containing 1 (transitional epithelial response protein 1) kodiert, das im Cholesterolstoffwechsel eine Rolle spielt.

## Klinische Erscheinungen
Klinische Kriterien sind:
- Krankheitsbeginn im Kindes- oder jungen Erwachsenenalter
- meist beidseitige, aber nicht immer zeitgleiche Veränderungen
- ringförmige, gelblich-weiße Trübung aus feinen Kristallen in der Bowman-Membran, nur bei etwa 50 % nachweisbar
- allmählich abnehmender Visus

## Differentialdiagnose
Abzugrenzen sind andere Formen der Hornhautdystrophie, Lipid-Keratopathien, besonders der LCAT-Mangel, die Cystinose, Tyrosinämie, Bietti-Kristalldystrophie.